# El Periódico (Guatemala)
Pour les articles homonymes, voir El Periódico.
El Periódico est un quotidien du Guatemala, fondé le 6 novembre 1996 par José Rubén Zamora Marroquin. Il est tiré à environ 30 000 exemplaires.
Le titre, qui comprend une vingtaine de journalistes, est réputé pour ses enquêtes sur le thème de la corruption.
Son directeur, José Ruben Zamora, a fait l'objet de répression policière en 2003 pour avoir dénoncé des affaires de corruption et porté plainte contre l’ancien président Alfonso Portillo.
José Ruben Zamora est arrêté en 2022 pour ses enquêtes sur le président Alejandro Giammattei et condamné à six années de prison l'année suivante. El Periódico est contraint de cesser sa publication, tandis que huit autres de ses journalistes font l'objet de poursuites judiciaires.